# 埃里克·米约贝里
埃里克·格奧爾格·米约贝里（瑞典語：Eric Georg Mjöberg，1882年8月6日—1938年7月8日）是瑞典动物学家和人种学家。他在20世纪初，领导了瑞典首次对澳大利亚的科学考察，并工作于印度尼西亚。越橘属植物“Vaccinium mjoebergii J.J.Sm.”就是以他的名字命名的。在动物方面，“Uperoleia mjobergi”、“Mjöberg's Forest Dragon”、“the Atherton Tableland Skink”、“Mjöberg's Bush Frog”和“Mjöberg's Dwarf Litter Frog”也都是以他的名字命名的。

## 出身
1882年8月6日，埃里克·米约贝里出生于瑞典哈兰省。1908年，他在斯德哥尔摩大学取得了硕士学位，1912年，在隆德取得了博士学位。

## 事业
1910年至1911年埃里克·米约贝里领导了对澳大利亚西北部的考察，1912年至1913年又对昆士兰进行了考察。1919年至1922年，他在苏门答腊棉兰为德利实验站（Deli Experimental Station）工作。并在1922年至1924年，担任了沙捞越博物馆的馆长。此外，他还曾在瑞典许多博物馆工作过。
1903年至1906年，他被国家昆虫学会聘请，1903年至1910年多次在国家博物馆工作。1907年至1909年期间，他还在斯德哥尔摩许多高中任教。在领导澳大利亚考察之前的1902年至1909年，他于瑞典各地游学。1916年至1917年，他在美国巡回演讲，之后的1920年，他被派任苏门答腊瑞典领事，1921年至1925年，他又来到美国学习。

## 澳大利亚考察
20世纪初，埃里克·米约贝里动身去往西澳大利亚金伯利地区，试图证明他的达尔文主义人类进化论。但他并不知道接下来几年的探险会对澳大利亚原住民和他自己带来可怕的后果。在西澳大利亚，埃里克·米约贝里沉迷于对原住民的研究中。刚开始只是采集当地植物和研究动物群落，但很快就发展成为对当地神圣墓地的亵渎，并将原住民的遗骨走私回瑞典。
历史学家将埃里克·米约贝里描述为一个激进、傲慢且狡猾的人，当地原住民、牧民甚至是他自己的科研小组都对他充满了敌意。
1911年后，他领导了对澳大利亚东部海岸：昆士兰州、新南威尔士州和维多利亚州的第二次考察，并从每一个地方都带走了一系列的原住民遗骨。

## 争议
1915年公布的日记暴露了关于他在1910年的考察中对澳大利亚材料进行的不道德且非法的采集。1910年至1911年间，大部分存放于瑞典人种学博物馆的材料都被移走了。瑞典达拉那大学（Dalarna University）的人类学家克拉斯·霍尔格伦（Claes Hallgren）在其著作《两个旅人－两张澳大利亚的照片》（Two Travellers – Two Pictures of Australia）中，研究了埃里克·米约贝里的理论，引发了一场伦理争论，导致瑞典政府联络了澳大利亚政府。2004年9月，在距离遗骨被移走90年后，瑞典博物馆提出归还这些澳大利亚原住民骨骼。澳大利亚原住民长老前往斯德哥尔摩领取这些骸骨。金伯利原住民法律和文化中心（Kimberley Aboriginal Law and Culture Centre）发言人尼尔·卡特说：
|  | 这种信仰是这样的，一旦墓地受到了打扰，那么这些灵魂乃至整个地区都得不到安宁，直到他们的遗体回到原处。 |

原住民相信如果尸骨未寒，那么他们的灵魂将得不到转世。
共有18箱遗骸，据信包括两个小孩，在送往故土埋葬前将送到澳大利亚国家博物馆进行鉴定。
在没有得到同意的情况下，埃里克·米约贝里以袋鼠骨骼的名义带走了这些遗骨。根据哈格伦博士的流行哥特小说可看出，他的这种态度是当时社会达尔文主义的代表，妖魔化原住民成为了埃里克·米约贝里掠夺遗骨的“正当理由”。这样的目的主要是为了打动那些将他视为冒险家的人们。

## 晚年
埃里克·米约贝里在长期的不明疾病的折磨下贫困的死于斯德哥尔摩。在那期间，他不断的做关于金伯利地区经历的恶梦，包括被原住民跟踪等。因生活拮据，他被迫出售了部分收藏品。尽管他身体欠佳，但他也成功的完成了一本关于这些经历的作品。
在纪录片中，一位长者解释说，灵魂使得入侵者落入困境，让他们生病，原住民知道如何避免这些影响，但外人并不知道。

## 著作
他对众多的科学文献作出了贡献，包括：
- Bland Vilda Djur och Folk i Australien（其中包括了野生动物和澳大利亚土著人男人），他的游记，1915年。
- Mjöberg, E.G. (1930). Forest Life and Adventures in the Malay Archipelago. Allen & Unwin: London.

## 扩展阅读
- Jeanette Greenfield, The Return of Cultural Treasures (Third Edition), Cambridge Press, London, 2007 p 310